# Offene Argentinische Polo-Meisterschaft 2010
Die 117ten Offenen Argentinischen Polo-Meisterschaften sollen vom 20. November 2010 bis zum 11. Dezember 2010 in der argentinischen Hauptstadt Buenos Aires stattfinden. Sechs Mannschaften sind gesetzt aufgrund ihrer Erfolge in der Vergangenheit, zusätzlich wurden zwei weitere Mannschaften (Alegría und Sao José) nach einem eigenen Qualifikationsturnier vor den Argentinischen Meisterschaften für die Teilnahme zugelassen.

## Teilnehmende Mannschaften
Die teilnehmenden Teams sind:
| - Zone A: - La Dolfina (+39) - 1. Adolfo Cambiaso +10 - 2. Lucas Monteverde +10 - 3. David Stirling Jr. +9 - 4. Bartolomé “Lolo” Castagnola +10 - Pilará (+37) - 1. Agustín Merlos +9 - 2. Santiago Chavanne +8 - 3. Sebastián Merlos +9 - 4. Marcos Heguy +10 - Chapa Uno (+35) - 1. Bautista Heguy +9 - 2. Hilario Ulloa +9 - 3. Juan Ignacio Merlos +9 - 4. Matias Mac Donough +8 - San José (+30) - 1. Pablo Pieres Jr. +7 - 2. Nicolás Pieres +7 - 3. Jaime Garcia Huidobro +8 - 4. Rodrigo Ribeiro de Andrade +8 | - Zone B - Ellerstina (+40) - 1. Facundo Pieres +10 - 2. Pablo Mac Donough +10 - 3. Gonzalo Pieres Jr. +10 - 4. Juan Martin Nero +10 - La Aguada (+37) - 1. Javier Novillo Astrada +9 - 2. Eduardo Novillo Astrada Jr. +9 - 3. Miguel Novillo Astrada +10 - 4. Ignacio Novillo Astrada +9 - Indios Chapaleufu II (+34) - 1. Alberto Heguy Jr. +8 - 2. Ignacio Heguy +9 - 3. Matias Magrini +8 - 4. Eduardo Heguy +9 - Alegria (+34) - 1. Fred Mannix +7 - 2. Francisco Bensadon +8 - 3. Mariano Aguerre +10 - 4. Francisco de Narvaez Jr. +9 |